# Mein Leben für Irland
Mein Leben für Irland ist ein antibritischer NS-Propagandafilm von Max W. Kimmich aus dem Jahr 1941.

## Inhalt
Dublin im Jahr 1903: Bei einem Angriff auf britische Polizisten wird der gesuchte Anführer der irischen Freiheitskämpfer Michael O’Brien gefangen genommen und anschließend zum Tod durch den Strang am folgenden Tag verurteilt. Im Gefängnis besucht ihn seine schwangere Verlobte Maeve Fleming und beide werden vor Ort getraut. Michael O’Brien überreicht Maeve kurz darauf ein silbernes Kreuz mit der Aufschrift Mein Leben für Irland, das immer der beste der irischen Freiheitskämpfer tragen soll.
Im Jahr 1921 steht Maeves Sohn Michael O’Brien kurz vor dem Abschluss seiner Schullaufbahn. Als Sohn eines Widerstandskämpfers muss er das von Briten geleitete St. Edward’s College besuchen, in dem irische Schüler zu englandtreuen Menschen „umerzogen“ werden sollen und rund um die Uhr bewacht werden. Die Briten fürchten nach Jahren der Ruhe erneute Anschläge der Iren, auch wenn bei einem Gefecht der Anführer der irischen Widerstandsbewegung Robert Devoy verwundet wurde. Der findet bei Maeve Unterschlupf, über die auch die irischen Schüler mit der Widerstandsgruppe in Verbindung stehen. Bei neuen Schülern, wie Patrick O’Connor, wird daher zuerst geprüft, ob sie auf Seiten der Iren stehen. Nach anfänglichen Zweifeln ist Michael O’Brien von Patricks Loyalität überzeugt und lädt ihn zu sich nach Hause ein. Patrick verliebt sich in Maeve, sieht jedoch in ihrem Haus auch Robert Devoy, den er für Maeves Liebhaber hält. In der Folgezeit verschlechtern sich Patricks schulische Leistungen und sein Verhältnis zu Michael.
Als Patrick sich eines Nachts aus dem Schlafsaal schleicht und zu Maeves Haus geht, bemerkt dies der englische Schüler Henry Beverley, dessen Onkel Leiter des Secret Service ist. Als Spion auf die irischen Schüler angesetzt, lauert er Patrick bei dessen Rückkehr auf, der ihm von seinem Liebeskummer erzählt. Er glaubt, Maeve habe Robert Devoy geküsst, obwohl sie ihm in Wirklichkeit das Kreuz Michael O’Briens umgehängt hat. Die Beschreibung des angeblichen Liebhabers gibt Henry an den Secret Service weiter, der Maeve als Mitverschwörerin verhaftet – Devoy hat entkommen können. Patrick macht sich Vorwürfe, an Maeves Verhaftung schuld zu sein, zumal er sie bei einer Vernehmung ungewollt verraten muss. Er setzt sich in Verbindung mit Devoy, um seine Loyalität beweisen zu können. Nützlich ist dabei, dass die Engländer den scheinbar auf ihrer Seite stehenden Patrick als Spion eingesetzt haben. Devoy versorgt die Engländer über Patrick mit falschen Informationen zu den Plänen der irischen Widerstandskämpfer. Michael O’Brien sieht eine solche Informationsübergabe und hält Patrick für einen echten Spion. Trotz Folter durch seine Mitschüler gibt Patrick seine Zusammenarbeit mit Devoy nicht preis und erhält von Devoy das Kreuz Michael O’Briens.
Am Tag des Schulabschlusses beginnt der Aufstand der Iren gegen die Engländer. Devoy, der als Einziger um die wirkliche Identität Patricks weiß, wird dabei getötet. Patrick gelingt es jedoch, Devoys Männer von seiner Loyalität zu überzeugen und führt sie über einen Geheimgang in das Dubliner Gefängnis, was den Sieg der Iren bedeutet. Patrick wird von einer verirrten Kugel getroffen und stirbt in den Armen Michaels. Der erkennt am Kreuz um Patricks Hals, dass dieser die ganze Zeit über auf der Seite der Iren gestanden hat.

## Produktion
Die Dreharbeiten für Mein Leben für Irland begannen im August 1940 und endeten im November 1940. Darsteller Will Quadflieg schrieb in seiner Autobiografie Wir spielen immer über einen Zwischenfall während der Dreharbeiten, über den Kameramann Richard Angst nach Drehende berichtet hat. So hätte der Sprengstoffspezialist für die Kampfszenen zwischen den Iren und den Engländern am Ende des Filmes funktionstüchtige Minen ausgelegt, die punktgenau während des Drehs explodieren sollten. Noch während der Vorbereitung der Szenen wurde der Mann zum Militär eingezogen und hinterließ dem Drehteam nur unvollständige Anweisungen.

„Als dann bei Drehbeginn Hunderte Statisten zum Sturm antraten, liefen einige von ihnen auf die Sprengsätze und wurden zerrissen oder verletzt. Am Schneidetisch aber machte es keinen Unterschied, ob die Leute ihren Tod spielten oder wirklich starben, und so wurde die Filmgeschichte um ein blutiges Ereignis bereichert. Der Zwischenfall wurde totgeschwiegen. Die Szenen kamen in den Film. Außer den Augenzeugen erfuhr niemand etwas davon.“

Drehort war Maulbronn. Der Arbeitstitel des Films lautete Irische Tragödie. Von der Zensur erhielt der Film am 12. Februar 1941 die Einstufung „ab 14 Jahre“. Die Uraufführung fand am 17. Februar 1941 im Capitol in Berlin statt.

## Zeitliche Einordnung und Kritik
Mein Leben für Irland war einer der antibritischen Filme nationalsozialistischer Produktion, die nach dem erfolglosen Werben Adolf Hitlers um England ab 1939 entstanden. Großbritannien wurde in diesen Filmen immer als Unterdrücker oder Verräter von Minderheiten dargestellt: In Das Herz der Königin aus dem Jahr 1940 war es die schottische Königin Maria Stuart, die von England verraten wurde, und in Ohm Krüger wurden die Buren von Großbritannien unterdrückt. Besonderen Fokus legte man jedoch auf Irland und den irischen Widerstandskampf, der vor Mein Leben für Irland bereits in Der Fuchs von Glenarvon (1940), ebenfalls unter der Regie von Joseph Goebbels’ Schwager Max W. Kimmich, thematisiert wurde. Während im Fuchs von Glenarvon „das Schicksal Irlands nur Hintergrund einer interessanten Privataffäre“ war, wollte Kimmich mit Mein Leben für Irland „einen Film … schaffen, in dem sich das Insgesamt dieses beispiellosen opfervollen Befreiungsringen der Iren sinnbildlich verdichtete.“ Dieser Film sollte bewusst subjektiv und emotional die Geschichte Irlands im frühen 20. Jahrhundert darstellen, so schrieb die zeitgenössische Presse:

„Irlands Geschichte mit kühler Objektivität niederzuschreiben ist wohl keinem mitfühlenden Menschen möglich. Man müßte dazu ein Herz aus Stein haben. Man müßte wohl – Engländer sein, um sich nicht zu erregen, um nicht leidenschaftlich Partei zu nehmen in diesem Kampf eines mächtigen Zivilisationsvolkes gegen eine kleine Nation arteigener tiefer Kultur.“

Vorgebliches Ziel des Films war einerseits die „Konturen tatsächlicher Vorgänge“ der irischen Geschichte erkennbar werden zu lassen, andererseits aber auch diese Ereignisse „aus einem Jahrhundert auf die Zeit von 1904 bis 1921 zusammengezogen, aus einer Mehrzahl von Schicksalen konzentriert um eine kleinere Gruppe von Menschen“ zu präsentieren. Die zeitgenössische Kritik merkte zwar den Fokus auf Einzelschicksale kritisch an, stellte jedoch auch fest, dass „der kühne Sprung aus der Ebene des privaten Konflikts in die Sphäre der alles beherrschenden Idee: das Ringen zweier grundverschiedener Welten miteinander“ gelungen sei. Dabei wurden die Iren als „gesund“ im Sinne nationalsozialistischer Propaganda präsentiert („Hier das Volk der Iren, dem … aus dem ewigen Born echten und gesunden Volkstums ständig neue Kräfte zuströmen …“), während Großbritannien in diesem Vergleich als „krank“ dargestellt wurde („Dort in seiner Massigkeit der noch festgefügt scheinende, in Wirklichkeit aber schon morsche und brüchige britische Koloß …“).
Mein Leben für Irland verherrlicht und romantisiert den irischen Widerstandskampf, indem die jugendlichen Helden als Märtyrer dargestellt werden.

“In a similar fashion to the filmic depiction of National Socialist heroes, Irish nationalists are honoured by sacrificial death, their spirit living on in the memory as martyrs, further emphasizing the contemporary connection between the struggle of minority groupings against British ambitions and the proclaimed purpose of World War II and Nazi propaganda.”

„Ähnlich der zeitgenössischen Darstellung von NS-Helden werden die irischen Patrioten durch den Opfertod geehrt und ihr Geist lebt im öffentlichen Bewusstsein als Märtyrer fort, was die Verbindung des Kampfes einer Minderheit gegen die britischen Ansprüche und den verkündeten Grund für den Zweiten Weltkrieg im Sinne der nationalsozialistischen Propaganda unterstreicht.“

Während die Iren im Film ausnahmslos idealistische Patrioten sind, erscheinen „die Engländer, besonders das Lehrpersonal, entweder als sehr tumb, oder sie sind, wie die örtlichen britischen Machthaber, extrem bösartig.“ Stereotyp negativ und stellvertretend für das Vorgehen Großbritanniens wird dabei der Leiter des Secret Service George Beverly gezeichnet. „Dieser hinterhältige Intrigant war Major im Ersten Weltkrieg und ließ seinen irischen Sergeanten [Duffy] mit einem Schuß im Schenkel einfach auf dem Schlachtfeld liegen. Er nahm ihm sogar noch die letzte Wasserflasche weg, um sein eigenes kostbares Leben in Sicherheit zu bringen und bekam dafür das Victoria-Kreuz für Tapferkeit vor dem Feind.“
Mein Leben für Irland präsentiert zudem mit Maeve O’Brien eine leidende, schicksalsgeprüfte Frau und damit das Idealbild der Frau im Sinne nationalsozialistischer Propaganda. Maeve verliert ihren Mann im Krieg und opfert sich gleichzeitig als Mutter auf. „Diese Frau steht von vornherein im tiefen Schatten eines großen Schicksals, sie erleidet in ihrem privaten Leben sinnbildlich ihres ganzen Volkes Leid.“

## Auszeichnungen
Der Film wurde von der nationalsozialistischen Filmprüfstelle mit den Prädikaten „Staatspolitisch wertvoll“, „Künstlerisch wertvoll“ und „Jugendwert“ ausgezeichnet.